# XVII dynastia
XVII dynastia tebańska – dynastia władców starożytnego Egiptu, rezydujących w Tebach, panujących w Górnym Egipcie, będąca kontynuacją XIII dynastii, tebańskiej, płacąca trybut władcom hyksoskim, panującym w Dolnym i Środkowym Egipcie. Panowała w latach 1650–1550 p.n.e.
| Drugi Okres Przejściowy – XVII dynastia tebańska |                                |              |                      |           |                   |
| Władca                                           | Lata panowania p.n.e. (Ryholt) | Nomen        | Prenomen             | Żony      | Miejsce pochówku  |
| Antef V                                          | 1571–1566                      | Iniotef      | Nebucheperre         |           | Dra Abu al-Naga   |
| Rahotep                                          | 1580–1576                      | Rahotep      | Sechemre Uahau       | ?         | ?                 |
| Sobekemsaf I                                     | 1566–1559                      | Sobekemsaf   | Sechemre Wadżchau    |           | Dra Abu al-Naga   |
| Dżehuti (Ryholt XVI dyn.)                        | 1648–1645                      | Dżehuti      | Sechemre Smentaui    |           | Dra Abu al-Naga ? |
| Mentuhotep VII (Ryholt XVI dyn.)                 | 1628–1627                      | Mentuhotep   | Sanchenre            | Satmut    | ?                 |
| Nebirau I (Ryholt XVI dyn.)                      | 1627–1601                      | Nibiraute    | Suadżenre            | ?         | ?                 |
| Nebirau II (Ryholt XVI dyn.)                     | 1601                           | Nibiraure    |                      |           | ?                 |
| Semenenre (Ryholt XVI dyn.)                      | 1601–1600                      | Semenenre    |                      |           | ?                 |
| Seuserenre                                       | 1600–1576                      | Bebedżanchau | Suserenre            |           | ?                 |
| Sobekemsaf II (Ryholt XVI dyn.)                  | 1576–1573                      | Sobekemsaf   | Sechemre Sedtaui     |           | Dra Abu al-Naga ? |
| Antef VI                                         | 1573–1571                      | Initef       | Sechemre Wepmaat     |           | Dra Abu al-Naga ? |
| Antef VII                                        | 1568                           | Initef       | Sechemre Heruhormaat |           | Dra Abu al-Naga   |
| Senachtenre Ahmose                               | 1559–1558                      | Ahmose       | Senachtenre          | Tetiszeri | Dra Abu al-Naga   |
| Sekenenre Tao                                    | 1558–1554                      | Ta'o         | Sekenenre            | Ahhotep I | Dra Abu al-Naga   |
| Kamose                                           | 1554–1549                      | Kamose       | Uadżcheperre         |           | Dra Abu al-Naga   |

Daty oraz kolejność panowania poszczególnych władców nie są pewne i stanowią przedmiot dociekań wielu znakomitych znawców tematu. Ze względu na nieliczne znaleziska archeologiczne oraz niekompletne lub zniszczone fragmentu Papirusu Turyńskiego, imiona oraz lata panowania niektórych władców są wielce problematyczne. W artykule niniejszym uwidoczniono daty panowania według Ryholta oraz jego przyporządkowanie kilku władców do XVI dynastii.